# Wapen van Noorddijk

Het wapen van Noorddijk

Het wapen van Noorddijk werd op 4 oktober 1920 per Koninklijk Besluit door de Hoge Raad van Adel aan de Groninger gemeente Noorddijk toegekend. Vanaf 1969 is het wapen niet langer als gemeentewapen in gebruik omdat de gemeente Noorddijk opging in de gemeente Groningen. Het wapen is een samenvoeging van wapens en symbolen van de wereldlijke en geestelijke machthebbers. De adelaar is afkomstig van de familie Van Coevorden, voormalige heren van Noorddijk. De rad en het zwaard staan symbool voor de heilige Catharina, waarbij de ster haar heiligheid moet voorstellen. In de voormalige gemeente lag vroeger het klooster Selwerd en was gewijd aan Sint Catharina. Naar verluidt werd het voorstel om de heilie Catharina helemaal af te beelden afgewezen, omdat in de gemeente bijna geen katholieken meer waren.
Het wapen is onder andere te bewonderen aan de voorgevel van de Stefanuskerk te Noorddijk.

## Blazoenering
De blazoenering van het wapen luidt als volgt:
Gedeeld; I in goud een adelaar van keel, II in azuur een gouden rad, bezet met zilveren messen, liggende op een schuingeplaatst zwaard van zilver met gouden gevest omhoog, en vergezeld in de linkerbovenhoek van een achtpuntige ster van goud.
Adorp
· Aduard
· Appingedam
· Baflo
· Bedum
· Beerta
· Bellingwedde
· Bellingwolde
· Bierum
· De Marne
· Delfzijl 
· Eemsmond
· Eenrum
· Ezinge
· Finsterwolde
· Grijpskerk
· Grootegast
· Haren
· Hefshuizen
· Hoogezand
· Hoogezand-Sappemeer
· Hoogkerk
· Kantens
· Kloosterburen
· Leek
· Leens
· Loppersum
· Marum
· Meeden
· Menterwolde
· Middelstum
· Midwolda
· Muntendam
· Nieuweschans
· Nieuwe Pekela
· Nieuwolda
· Noordbroek
· Noorddijk
· Oldehove
· Oldekerk
· Onstwedde
· Oosterbroek
· Oude Pekela
· Reiderland
· Sappemeer
· Scheemda
· Slochteren
· Stedum
· Ten Boer
· Termunten
· Uithuizen
· Uithuizermeeden
· Ulrum
· Usquert
· Vlagtwedde
· Warffum
· Wedde
· Wildervank
· Winschoten
· Winsum
· 't Zandt
· Zuidbroek
· Zuidhorn